# Warren Christopher
Warren Minor Christopher (Scranton, 27 de outubro de 1925 – Washington, D.C., 18 de março de 2011) foi um diplomata e político dos Estados Unidos. Teve um papel importante na política estrangeira do seu país entre 1993 e 1997, quando desempenhou as funções de Secretário de Estado.
Recebeu o título de "Magna cum laude" (graduado com louvor) da Universidade da Califórnia do Sul em 1945. Entre 1943 e 1946 prestou serviço militar na reserva naval dos Estados Unidos, com actividades na Guerra do Pacífico. Frequentou a Universidade de Stanford (Faculdade de Direito) entre 1946 e 1949, tendo sido fundador e presidente da Revista de Leis de Stanford, e foi eleito para a Ordem de "Coif".
Foi vice-secretário de Estado entre 28 de Fevereiro de 1977 e 20 de Janeiro de 1981. Foi depois escolhido por Bill Clinton como Secretário de Estado.